# Fundacja Centrum Europejskie Natolin
Fundacja Centrum Europejskie Natolin – fundacja zarejestrowana 10 września 1993 roku. Zajmuje się problematyką integracji europejskiej, prowadząc projekty badawcze, informacyjne i edukacyjne. Centrum posiada siedzibę w natolińskim kompleksie pałacowo-parkowym, który pochodzi z epoki romantyzmu.

## Cele statutowe
Do statutowych celów Fundacji Centrum Europejskie Natolin należą:
- krzewienie wiedzy na temat integracji europejskiej m.in. w drodze działalności naukowej, naukowo-technicznej, oświatowej, rozwoju studiów europejskich, prowadzenie kształcenia, szkoleń i badań;
- prowadzenie działalności naukowej, naukowo-technicznej i oświatowej, realizowanej w drodze organizacji i rozwoju studiów europejskich;
- współpraca z zagranicznymi organizacjami kształcącymi kadry na potrzeby procesów integracyjnych w Europie oraz tworzenie warunków dla rozwoju ich działalności w Polsce;
- skupianie wokół idei Fundacji wykładowców, twórców i propagatorów integracji europejskiej spośród przedstawicieli nauki w kraju i za granicą

## Organy CEN
Zarząd Fundacji Centrum Europejskie Natolin:
- Agnieszka Czachowska-Aussenberg, dyrektor, członek zarządu
- Grzegorz Tkaczyk, zastępca dyrektora, członek zarządu

Rada Fundacji Centrum Europejskie Natolin:
- Renata Stawarska
- Przemysław Krajewski
- Ewa Ośniecka-Tamecka
- Andrzej Harasimowicz
- Jacek Saryusz-Wolski
- Paweł Samecki
- Tadeusz Żółtowski
- Jan Zagajewski

## Projekty badawcze
Centrum Europejskie Natolin jest ośrodkiem analitycznym zajmującym się kwestiami integracji europejskiej oraz bezpieczeństwa Euro-Atlantyckiego. CEN jest miejscem spotkań i debaty przedstawicieli świata nauki, think-tanków oraz praktyków.
Realizowane w CEN programy badawcze dotyczą zagadnień związanych z:
- rozwojem idei i koncepcji integracji europejskiej

- instytucjonalno-prawnymi podstawami funkcjonowania Unii Europejskiej

- strategicznymi i instytucjonalnymi podstawami sojuszu Stanów Zjednoczonych, Kanady i Europy

- problematyką wymiaru sprawiedliwości i spraw wewnętrznych UE

- politycznymi i kulturowymi aspektami oddziaływania Unii Europejskiej na państwa objęte Europejską Polityką Sąsiedztwa oraz Rosję

## Zespół
- Dr hab. Marek A. Cichocki
- Dr hab. Artur Gruszczak
- Karolina Czerwińska

## Publikacje Centrum
- Nowa Europa

- Analizy natolińskie

- Komentarze natolińskie

- Forum natolińskie

- Forum Wymiar Sprawiedliwości i Sprawy Wewnętrzne UE

- Zeszyty CEN

## Partnerzy
- Kolegium Europejskie

- Ministerstwo Obrony Narodowej

- European Union Institute for Security Studies (EUISS)

- Europejski Instytut Uniwersytecki we Florencji

- Wilton Park

- Urząd Komitetu Integracji Europejskiej

- Instytut Socjologii Katolickiego Uniwersytetu Lubelskiego

- FORNET – a European Foreign Policy Research Network

- Center for European Policy Analysis (CEPA)

- Institut für Europäische Politik (IEP)